# An Apology for the Life of Mrs. Shamela Andrews

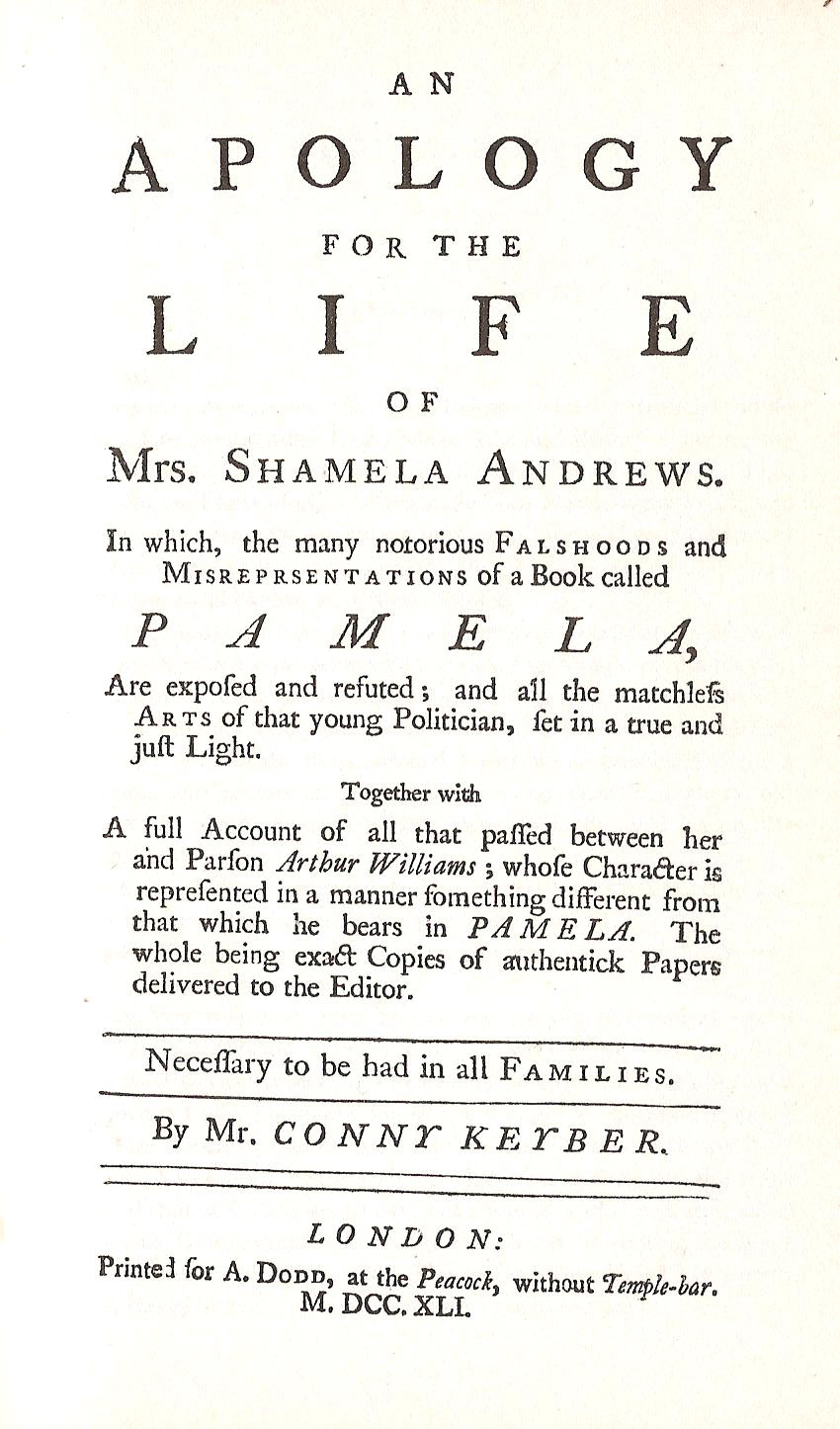
An Apology for the Life of Mrs. Shamela Andrews

An Apology for the Life of Mrs. Shamela Andrews – debiut literacki (1741) Henry’ego Fieldinga, wydana anonimowo parodia melodramatycznej powieści Samuela Richardsona Pamela. Fielding ośmieszył w Shameli ciasne poglądy moralne przedstawione w Pameli Richardsona. Według Fieldinga Richardson gloryfikował bierność wobec wydarzeń i skromność posuniętą aż do ukrywania prawdy. Takie cechy i taka postawa były zdaniem Fieldinga zarówno niepraktyczne, jak i niewskazane. Już tytułowe imię „Shamela”, które powstało wskutek połączenia „Pameli” z angielskim słowem „sham” („blaga”, „pozoranctwo”; także uprawiająca je osoba), wyraża stosunek Fieldinga do moralizatorstwa Richardsona.